# 卡美拉
卡美拉，又譯為駕瞑羅（官方承認的同人映像作品中出現的寫法）等，是日本大映公司（現為：角川映畫）所創造的虛構怪獸角色。首度登場於1965年電影《大怪獸卡美拉》，並衍生多部系列作品，出現在大映電影和後來的角川映畫以及各種多媒體製作的共12部電影中。被喻為是日本特攝怪獸電影的第二把交椅。其人氣則略遜於哥吉拉。
在作品中，卡美拉被描繪成一個巨大的、噴火的史前烏龜怪獸，古代人製造人造怪獸（漆黑之影）失控後，為了挽救地球面臨的毀滅而再次製造能守護人類的人造怪獸（卡美拉）。在第一部電影中，加美拉被描繪成具有侵略性和破壞性的存在，然而他卻在破壞城市的過程中拯救了一個孩子。隨著電影的進展，卡美拉扮演了一個更仁慈的怪獸，並成為人類們的保護者，尤其是兒童免受外星侵略者、其他巨型怪獸或是任何敵役的傷害。

## 歷史
卡美拉的第一次出場是大映的大怪獸卡美拉（1965年）。
1965年到1980年間總共製作了七部作品，一般稱為昭和卡美拉系列，系列中的卡美拉對小孩子相當友善，會因小孩子的呼救而與其它怪獸奮戰。
1995年到1999年間又製作了三部作品，均由金子修介執導。一般稱為平成卡美拉三部曲，除了視覺特效大幅進步外，故事的氣氛也變得較為黑暗而且嚴肅。

## 作品一览

### 電影

#### 昭和版
| 順序  | 標題                        | 監督     | 上映日期       |
| ----- | --------------------------- | -------- | -------------- |
| 第1作 | 大怪獸卡美拉                | 湯淺憲明 | 1965年11月27日 |
| 第2作 | 大怪獸決鬥 卡美拉對巴魯剛   | 田中重雄 | 1966年4月17日  |
| 第3作 | 大怪獸空中戰 卡美拉對卡歐斯 | 湯淺憲明 | 1967年3月15日  |
| 第4作 | 卡美拉對宇宙怪獸拜拉斯      | 湯淺憲明 | 1968年3月20日  |
| 第5作 | 卡美拉對大惡獸基龍          | 湯淺憲明 | 1969年3月21日  |
| 第6作 | 卡美拉對大魔獸加卡          | 湯淺憲明 | 1970年3月21日  |
| 第7作 | 卡美拉對深海怪獸吉古拉      | 湯淺憲明 | 1971年7月17日  |
| 第8作 | 宇宙怪獸卡美拉              | 湯淺憲明 | 1980年3月20日  |

#### 平成三部作
| 順序  | 標題                  | 監督     | 上映日期      |
| ----- | --------------------- | -------- | ------------- |
| 第1作 | 卡美拉 大怪獸空中決戰 | 金子修介 | 1995年3月11日 |
| 第2作 | 卡美拉2 雷吉翁襲來    | 金子修介 | 1996年7月13日 |
| 第3作 | 卡美拉3 邪神覺醒      | 金子修介 | 1999年3月6日  |

平成卡美拉關聯作品
- 《GAMERA1999（日语：GAMERA1999）》（2000）

監督由庵野秀明擔任、與拍攝製作現場相關的紀實片。
- 《駕瞑羅4 真實（日语：ガメラ4 真実）》

落語家林家新平自主制作的平成卡美拉三部曲後日談同人電影。在不支付任何費用的情況下獲得大映的承認，「駕瞑羅」的名稱即由本片而來。
新生版
| 順序  | 標題               | 監督     | 上映日期      |
| ----- | ------------------ | -------- | ------------- |
| 第1作 | 小勇者們～卡美拉～ | 田﨑竜太 | 2006年4月29日 |

### 令和版
| 順序  | 標題               | 上映日期 |
| ----- | ------------------ | -------- |
| 第1作 | 大怪獸卡美拉：重生 | 2023年   |

2022年11月16日，角川宣布了名為《大怪獸卡美拉：重生》的新作計劃，該作品將在未來某個時間在Netflix全球發行。平成三部曲的導演金子修介最初提出了一部新電影的想法。然而後則得知角川已經開始了製作新作的計畫。

#### 紀念影片
- 2015年 《GAMERA》（4分鐘，誕生50周年記念映像作品）監督：石井克人（日语：石井克人） / 出演：宮藤官九郎、高橋琉晟）[6][7]。

2015年10月8日，在紐約動漫展上，角川大映工作室的高級董事總經理菊地毅和製片人井上真一郎放映一部完整的概念電影《GAMERA》，以紀念卡美拉誕生50週年，短片由石井克人執導。以新設計的 卡美拉、卡歐斯和一個尚未命名的新怪獸為特色，作品中都是通過使用數位生成的圖像創建渲染的。

#### 棄案、未公布作品
- 《卡美拉VS冰人》（ガメラ対氷人）

原是在第一部作品《大怪獸卡美拉》上映後倉促籌劃的續作作品，預計1966年上映。本應在劇中登場的「宇宙冰人」後來被重新利用成《大魔神》劇中巨人的概念形像。
- 『ガメラ対ガラシャープ』
- 《卡美拉VS加拉夏普》（ガメラ対ガラシャープ）

1971年左右，作為繼《卡美拉對深海怪獸吉古拉》之後企劃的第8部作品《加美拉VS雙頭怪W》，並在1991年發售的LD-BOX的贈品，則使用插圖和微縮模型模擬影像。故事原案由高橋二三負責，怪獸設計為井上章，監督則由湯浅憲明擔任。
- 《卡美拉》（電視動畫）

2007年，曾宣布《卡美拉》電視動畫將於《小勇者們～卡美拉～》一起在Cartoon Network播出。。
- 《卡美拉3D》

坂野義光原計劃製作一部以《哥吉拉對黑多拉》作為基礎的IMAX 3D電影企劃，後則被中止。後則以卡美拉為主題規劃「Follow the Whales 3D」、「Jewellers 3D」企劃，然而最終因沒有得到贊助商而被終止，之後的2007年，坂野遇到美國製片人布萊恩·羅傑斯開始製作計畫。2009年羅傑斯向傳奇電影公司提出，轉而製作長篇電影《哥斯拉》的企劃。

## 歷代卡美拉

### 初代卡美拉
以北極冰山中沉眠的巨大烏龜怪獸登場，愛斯基摩人酋長口中被稱為"惡魔的使者"，自古北極流傳其上有雕刻加美拉相關的石塊，對兒童態度友好，後續描訴時常與兒童搭檔陪合。
因不明國籍搭載了原子彈的飛機遭到美國戰機擊落後的爆炸與放射能影響甦醒，最後於"Z計劃"中被引到送上火星的火箭上升空。
外型上全身為黑色。且龜甲整齊排列且尖端翹起，時常屈跪爬行。徒手戰鬥時會站立行走。另外電影中《宇宙怪獸卡美拉》設定上則是和平星M88星人對一隻普通烏龜使用念動力並使其變化為"加美拉"
- 身長:60m
- 體重:80噸
- 登場電影:《大怪獸卡美拉》《大怪獸決鬥 卡美拉對巴魯剛》《大怪獸空中戰 卡美拉對卡歐斯》《卡美拉對宇宙怪獸拜拉斯》《卡美拉對大惡獸基龍》《卡美拉對大魔獸加卡》《卡美拉對深海怪獸吉古拉》《宇宙怪獸卡美拉》

### 第二代卡美拉
以以在海中飄游的烏龜型怪獸登場；一般稱為平成卡美拉；電玩理論專家倉田真也曾提及"卡美拉是古代人為了對抗卡歐斯，而製造出來的生物"
三部曲在設定上為亞特蘭提斯12.000前古文明為了抵禦外敵所製造的"生物兵器"， 與伊利斯同為類似四神獸的存在之一，對應黑色烏龜形體的北方守護神玄武。 自《卡美拉3 邪神覺醒》一幕中登場了大量加美拉一族相關的遺骸，最後於在化為火海的京都中，吼叫著面對即將到來的全球性加歐斯群總攻擊-
三部曲造型各有所變換，由正氣轉換到邪氣；第一部和二部時仍保留陸上龜的特徵，正氣且手肘增加逆尖刺，龜殼主色改換為抹綠，到二部《卡美拉2 雷吉翁襲來》飛行時手臂如綠蠵龜伸長
第三部《卡美拉3 邪神覺醒》時卡美拉整個外型也變得兇惡感與充滿邪氣，龜甲與甲鞘也銳利了起來，加入了形似鬣蜥的鋸齒狀尖刺設計與爬蟲類感
- 身長:80m
- 體重:120噸
- 登場電影:《卡美拉 大怪獸空中決戰》《卡美拉2 雷吉翁襲來》《卡美拉3 邪神覺醒》

### 第三代卡美拉
1973年出現的巨大烏龜怪獸，名稱為先驅卡美拉アヴァンガメラ( Avant Gamera )在志摩之戰出場時已經是嚴重的負傷狀態，並與最後一批襲來的加歐斯奮鬥後一同自爆身亡。志摩之戰並不是先驅卡美拉與人類的第一次遭遇，卡美拉的存在一直以來都被人們所熟知，電影中已知最後一隻卡美拉與最後一批襲來的加歐斯一同自爆身亡。
1973年出場時已經是嚴重的負傷狀態， 身上佈滿了綠色血液的傷痕，以蘇卡達陸龜為設計原型，四肢手臂上長有蘇卡達陸龜特徵的丁狀尖刺，貼近《卡美拉3 邪神覺醒》的外型。
- 全長:55m
- 體重:1200噸
- 登場電影:《小小勇者們～卡美拉～》

### 第四代卡美拉
於2006年出現，在緋島島嶼賞的蛋孵出的奇異烏龜，最終成長為了第二位卡美拉-(托托) ，幼年體型以真實的蘇卡達陸龜但已經具有卡美拉所的噴火與旋轉飛行能力，從1公分左右的大小開始變大到一公尺，到被政府研究人員培育成50公尺大小。最後在孩子們的守護下，從名古屋離開了。
青年體類似《卡美拉 大怪獸空中決戰》的外型
- 全長:10-50m
- 體重:900噸
- 登場電影:《小小勇者們～卡美拉～》

### 第五代卡美拉
？？出現的巨大烏龜怪獸
- 全長:60m
- 體重:800噸
- 登場影集:《大怪獸卡美拉：重生》（2023年）

## 攻擊技能
Hard Slapping（玄武掌）
用拳頭進行格鬥戰。
Lashing Claw（激突貫）
用銳利的爪子直射貫穿敵人肉體的攻勢。
Break Fang（顎裂牙）
用強而有力的下顎與利牙咬住敵人。
Shell Cutter（旋斬甲）
卡美拉會將四肢縮入龜殼迴轉飛行，在G3時卡美拉龜殼側面有銳角，高速迴轉飛行時銳角可重創敵人
Plasma Fire Ball（烈火球）
將體內的等離子能量結和酸素化為火球吐出的攻擊，擁有將萬物瞬間焚毀的力量，具連射機能
High Plasma（超烈火球）
出力120%以上的等離子火球，使用時會先深呼吸集中酸素，並造成颱風，G1決戰時吸收煉油廠爆炸的火燄後，將卡歐斯一擊必殺，G2時破壞了雷基翁的『草體』
Ultimate Plasma（究極超烈火球）
卡美拉吸收地球的能量『瑪那』大量儲存於體內，儲存到臨界點時腹部甲殼將能量瞬間爆發，將雷基翁擊倒，但因為這招式使地球環境失恆，導致G3時世界各地出現大量的卡歐斯
Burning Fist（爆熱拳） 別名：Burning Sword
在京都對伊莉絲的最終戰使用的逆轉必殺技，卡美拉自斷手腕，斷掉的手腕接住伊莉絲的等離子火球，吸收能量具現為雄雄燃燒的拳頭，並一拳貫穿伊莉絲的肉體，伊莉絲體內產生劇烈爆炸後死亡
Homing Plasma
具追蹤能力的等離子火球，電影未登場

## 敵役怪獸
加歐斯（日文：ギャオス，英文為Gyaos）
又譯為加奧斯，是卡美拉系列電影中出現的蝙蝠型怪獸，後續平成三部曲往後的期間以群體行動為主
第一次出場是1967年的《大怪獸空中戰 卡美拉對卡歐斯》
後續出場於《卡美拉對大惡獸基龍》身形銀白色，設定上是宇宙加歐斯，為加歐斯的宇宙個體。
《卡美拉3 邪神覺醒》出現的新怪獸伊利斯，為加奧斯的變異體
而後續的《大怪獸卡美拉：重生》中也出現了類似加歐斯變異體設定的怪獸

### 特徵
卡歐斯為夜行性動物、体組織會因紫外線而劣化、討厭太陽光線。卡歐斯從口中可發射「超音波光線」，可切斷任何物體。
卡歐斯為肉食性動物、喜歡人肉。

### 登場電影
1. 《大怪獸空中戰 卡美拉對卡歐斯》（1967年）
2. 《宇宙怪獸卡美拉》（1980年）
3. 《卡美拉 大怪獸空中決戰》（1995年）
4. 《卡美拉3 邪神覺醒》（1999年）
5. 《小勇者們～卡美拉～》（2006年）
6. 《大怪獸卡美拉：重生》（2023年）